# Esprit Pézenas
Esprit Pézenas (Avignon, 28 novembre 1692 – Avignon, 4 février 1776), est un jésuite, astronome, mathématicien, professeur d'hydrographie et directeur de l’Observatoire de Marseille français.

## Biographie
Né et mort à Avignon, Esprit Pézenas entra dans la Compagnie de Jésus en 1709. Il enseigna d'abord les humanités mais dès 1728, il reçut la chaire d'hydrographie à Marseille et, en 1749, il devint directeur de l'Observatoire. La suppression de son ordre en 1763 l'obligea à se retirer définitivement à Avignon en 1766, où il demeura jusqu'à sa mort, mais il ne cessa de s'occuper de travaux scientifiques.
Son œuvre commence réellement au début des années 1740 avec des travaux de mathématiques sur le jaugeage des tonneaux. Il produit plusieurs traductions d'ouvrages de langue anglaise vers 1748-49 : le Traité des Fluxions de Colin Maclaurin, le Microscope mis à la portée de tout le monde de Baker, le Traité de physique de J.T. Desaguliers, etc. (voir G. Boistel, Inventaire des œuvres...). Le Cours complet d'optique de l'Anglais Robert Smith n'est publié qu'en 1767. Des recherches récentes (GB) ont montré que cette traduction existe dès 1752 ; l'abbé Nicolas Louis de Lacaille dispose d'une copie de cette traduction en 1755 lorsqu'il compose ses propres leçons d'optique.
Les années 1750 sont particulièrement intéressantes. Après un voyage à Paris au cours de l'année 1749, Pezenas obtient le soutien de quelques académiciens (La Condamine, notamment) et de quelques membres de la Cour (sans doute le Comte de Saint-Florentin, qui s'occupera des Cultes, et de Berryer, qui deviendra ministre de la Marine). Il obtient des crédits pour la rénovation de l'observatoire de la Montée des Accoules. À l'aide de fonds récoltés dans des conditions qui restent à éclaircir, Pezenas achète des télescopes grégorien et cassegrain chez James Short en Angleterre. L'observatoire est, à partir de 1755, l'un des mieux équipés d'Europe. Pezenas et ses assistants jésuites, le P. Louis Lagrange, les PP. Rodolphe Corréard, Jean-Baptiste Blanchard, Carantène, et quelques autres jésuites étrangers de passage, se livrent principalement à des recherches en optique instrumentale, à l'observation des taches solaires, à la recherche de comètes et aux observations lunaires.
Ce groupe de jésuites est aussi impliqué dans une activité apostolique importante auprès des populations pauvres du quartier des Accoules et Saint-Jean.
Malheureusement, l'activité scientifique de ces jésuites est de courte durée. Après la dispersion des jésuites de Provence en 1763, Pezenas, auquel succédera Guillaume de Saint-Jacques de Silvabelle à la direction de l'observatoire, ne s'occupe presque exclusivement que des longitudes en mer et des méthodes lunaires, les distances lunaires en particulier.
En 1767, il traduit et publie à Avignon les Principes de la montre de John Harrison.
Son dernier ouvrage sur les longitudes, publié en 1775, n'est pas à la hauteur de ses autres ouvrages ; il est néanmoins riche de larges discussions critiques, historiquement pertinentes.

## Œuvres – Travaux
- Traduction avec Jean-François Féraud du New General English Dictionary de Thomas Dyche : Nouveau dictionnaire universel des arts et des sciences, français, latin et anglais : contenant la signification des mots de ces trois langues et des termes propres de chaque état et profession : avec l’explication de tout ce que renferment les arts et les sciences traduit de l’anglais de Thomas Dyche, Avignon, Vve Girard, 1756 tome 1, tome 2.
- Nouvelle méthode pour le jaugeage des segments des tonneaux, ou Solution d'un problème proposé par Képler, à tous les géomètres, sur les proportions des segments d'un tonneau coupé parallèlement à son axe , Marseille, 1742 (lire en ligne)
- Cours de physique expérimentale, par le docteur J. T. Desaguliers, de la Société royale de Londres, Paris, 1751 tome 1
- Le Microscope à la portée de tout le monde, ou description, calcul & explication de la nature, de l'usage & de la force des meilleurs microcosmes ; avec les méthodes nécessaires pour préparer, appliquer, considérer & conserver toutes sortes d'objets, & les précautions à prendre pour les examiner avec soin. Traduit de l'anglois Henry Baker, de la Société royale de Londres, sur l'édition de 1743, où l'on a ajouté la figure du microscope solaire, & plusieurs observations nouvelles sur le polype, Paris, 1754 (lire en ligne)
- Mémoires de mathématiques et de physique, rédigé à l’observatoire de Marseille – Avignon 1755-56 – 5 Vol
- Astronomie des marins, 1766 (lire en ligne)
- Cours complet d'optique, traduit de l'anglois de Robert Smith, contenant la théorie, la pratique & les usages de cette science, avec des additions considérables sur toutes les nouvelles découvertes qu'on a faites en cette matière depuis la publication de l'ouvrage anglois, Avignon, 1767 tome 1, tome 2
- Histoire critique de la découverte des longitudes – Avignon, 1775
- Manière de réduire en tables la solution de tous les triangles sphériques (lire en ligne)